# Казачинський Костянтин Васильович
Костянтин Васильович Казачинский (25 січня 1912, Миколаїв — 27 квітня 1994, Санкт-Петербург) — учасник німецько-радянської війни, командир дивізіону торпедних катерів 1-ї бригади торпедних катерів Тихоокеанського флоту, капітан 3-го рангу, Герой Радянського Союзу.

## Біографія
Народився 25 січня 1912 року в місті Миколаєві, Російська імперія, нині Миколаївська область Україна, в сім'ї робітника. Росіянин.
Закінчив 7 класів і школу фабрично-заводського учнівства. Працював штампувальником на суднобудівному заводі.
У Військово-Морському Флоті з 1930 року. У 1934 році закінчив Вище військово-морське училище імені М. В. Фрунзе, у 1938 році — Ленінградські спеціальні курси командного складу. Член ВКП (б) / КПРС з 1942 року. Учасник радянсько-японської війни 1945 року.
Командир дивізіону торпедних катерів капітан 3-го рангу Костянтин Казачинський 10-11 серпня 1945 брав участь у десантній операції до порту Расін (нині Наджин, Корейська Народно-Демократична Республіка), керував висадкою десанту в порт Одечжін (Одесінський десант), розташований за сто кілометрів на південь від Расіна, брав участь в мінно-загороджувальній операції, доставляв боєприпаси в ряд портів.
Після війни Костянтин Казачинський продовжував службу у ВМФ СРСР. Був заступником начальника Вищого військово-морського училища імені М. В. Фрунзе по стройовій частині. З 1961 року капітан 1-го рангу Казачинский К. В. — в запасі, а потім у відставці.
Жив у місті Ленінграді. До виходу на пенсію в 1975 році працював на суднобудівному заводі.
Помер 27 квітня 1994. Похований у Санкт-Петербурзі на Південному кладовищі.

## Нагороди
- Указом Президії Верховної Ради СРСР від 14 вересня 1945 року за зразкове виконання бойових завдань командування на фронті боротьби з японськими мілітаристами і проявлені при цьому мужністі і героїзму капітану 3-го рангу Казачинский Костянтину Васильовичу присвоєно звання Героя Радянського Союзу з врученням ордена Леніна і медалі "Золота зірка "(№ 7141).
- Нагороджений двома орденами Леніна, двома орденами Червоного Прапора, орденами Вітчизняної війни 1-го ступеня, Червоної Зірки, медалями та орденом Державного прапора КНДР.